# Sven Ingvarsson
Sven Ingvarsson es un jinete sueco que compitió en la modalidad de concurso completo. Ganó una medalla de oro en el Campeonato Europeo de Concurso Completo de 1983, en la prueba por equipos.

## Palmarés internacional
| Campeonato Europeo | Campeonato Europeo | Campeonato Europeo | Campeonato Europeo |
| Año                | Lugar              | Medalla            | Categoría          |
| ------------------ | ------------------ | ------------------ | ------------------ |
| 1983               | Frauenfeld (Suiza) | Medalla de oro     | Por equipos        |